# A media luz los tres
A media luz los tres es una obra de teatro, en tres actos, escrita por de Miguel Mihura y estrenada el 25 de noviembre de 1953 en el Teatro de la Comedia de Madrid.

## Argumento
Alfredo es un soltero que trabaja de administrativo y tiene como objetivo en la vida la conquista de la mujer, ya sea Mariví, Elena o Lulú. Sin embargo, los sucesivos fracasos (frente a los éxitos de su amigo Sebastián), le llevan finalmente a contraer matrimonio con su asistenta Paca.

## Representaciones destacadas

### Teatro
- (Estreno, 1953). Intérpretes: Conchita Montes, Pedro Porcel, Rafael Alonso.
- 1966. Intérpretes: Elena María Tejeiro, Ángel Picazo, Pastor Serrador.
- 1977. Intérpretes: Mary Paz Pondal, Zori y Santos - estos sustituidos en 1982 por Ricardo Acero y Pepe Ruiz.
- 1988. Intérpretes: Beatriz Carvajal, Teófilo Calle, Fernando Conde.
- 1992. Intérpretes: Elisa Ramírez, Diego Serrano, Pedro Javier.
- 2001. Intérpretes: Esperanza Roy, Raúl Sender, Luis Fernando Alvés.
- 2016. Intérpretes: Roser Pujol, Pablo Tercero, Guillermo Llansó.
- 2016. Intérpretes: Fernando Cayo, Pepa Rus, Javi Coll.

### Cine
- 1958. Dirección: Julián Soler. Intérpretes: Arturo de Córdova, Lilia Prado, María Elena Marqués.

### Televisión
- 1966, en el espacio de TVE, Estudio 1. Dirección: Fernando García de la Vega. Intérpretes: Irene Daina, Alfredo Landa, Alicia Hermida, Terele Pávez, Alfonso del Real.
- 1980, en el espacio de TVE, Estudio 1. Intérpretes: María Silva, Manuel Gallardo, Josep María Pou.
- 1989, en el espacio de TVE, Primera Función. Intérpretes: Mary Paz Pondal, José Lara, Jaime Blanch.